# Lukáš Havel (fotbalista)
Lukáš Havel (* 6. června 1996 České Budějovice) je český profesionální fotbalista, který hraje na pozici středního obránce za český klub FC Silon Táborsko.

## Klubová kariéra
Havel je odchovanec Českých Budějovic, odkud v letech 2016 a 2017 hostoval v Písku a v Roudném.
V létě 2024 opustil Havel po 21 letech českobudějovický klub a odešel do Teplic.

## Osobní život
Havel dokončil bakalářské studium na Pedagogické fakultě Jihočeské univerzity v Českých Budějovicích.